# Davi Kopenawa Yanomami

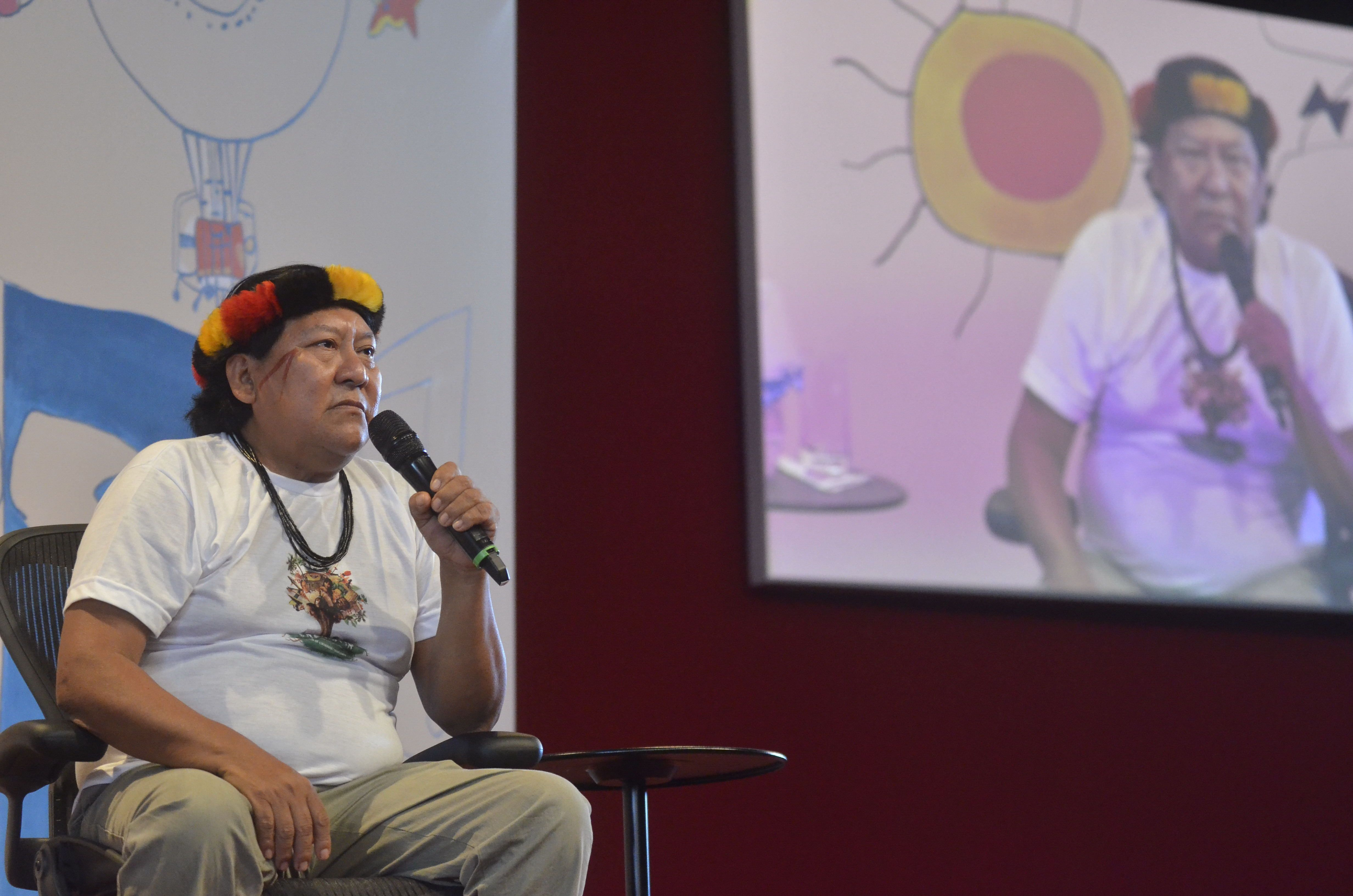
Davi Kopenawa Yanomami

Davi Kopenawa Yanomami (Roraima, Brazilië, rond 1955) is een sjamaan en spreekbuis van de Yanomami. Hij leidde de langdurige campagne die resulteerde in de erkenning van de landrechten van de Yanomami in 1992.

## Biografie
Davi is geboren rond 1955 in Marakana, een Yanomami gemeenschap langs de opper Toototobi rivier in de Braziliaanse staat Roraima in noord Amazonia. Hij kreeg de bijnaam 'Kopenawa' of hoornaar omwille van zijn strijdvaardige geest en vasthoudendheid. Zijn beide ouders stierven ten gevolge van epidemieën die zijn volk troffen na het contact met niet-Yanomami, een klassiek gegeven voor veel inheemse volken. Davi leeft in de Watoriki (winderige berg) gemeenschap waar hij sjamaan is samen met zijn schoonvader Lorival. Hij is gehuwd met Fátima en ze hebben zes kinderen en twee kleinkinderen.

## Strijd voor het regenwoud
In 1985 begon hij zijn gevecht voor de erkenning van het gebied van de Yanomami. Goudmijners drongen het gebied van de Yanomami binnen en zorgden voor veel ziektes waar de Yanomami geen weerstand tegen hadden. In 1989 won Davi de 'UN Global 500' prijs als erkenning voor zijn strijd voor het regenwoud. In 1992 werd het gebied van de Yanomami eindelijk erkend door Brazilië. Het gebied is meer dan 9,6 miljoen hectare groot, is een hotspot van biodiversiteit en het thuisland voor meer dan 16 000 Yanomami.